# 사사야 나나에
사사야 나나에(일본어: ささや ななえ, 1950년 1월 31일 ~ 2024년 6월 8일)는 일본의 만화가이다. 24년조에 소속되어 있었다.

## 생애
사사야는 1950년 1월 31일 홋카이도 소라치 종합진흥국 아시베쓰시에서 4남매 중 막내로 태어났다. 네 자녀를 교사로 키우려는 아버지의 뜻에도 불구하고 그녀는 만화가의 길을 선택했다. 20세에 그녀는 만화 잡지 리본 (잡지)에서 일하기 시작했고, 그곳에서 오컬트를 주제로 한 공포 소설로 유명해졌다. 사사야는 1970년대에 등장하고 순정 만화(소녀 만화)의 혁신으로 유명한 다수의 여성 만화가인 24년조와 제휴하게 되었다.
1990년 사사야는 남편과의 삶을 그린 자서전 만화 시리즈 오카메하치모쿠(오카메하치모쿠)로 제19회 일본 만화가 협회상에서 우수상을 수상했다. 1994년 저널리스트 시이나 아츠코의 아동 학대에 관한 책인 "부모가 될 정도로 어렵지 않아"(親になるほど難しいことはない)를 읽은 후, 그녀는 이 책을 만화 "얼어붙은 눈동자"(凍りついた瞳)로 각색했다. 1996년 만화 잡지 YOU에 연재된 이 만화는 2000년 5월 24일 일본의 새로운 아동 학대법 채택에 영향을 미쳤으며 2004년에는 아본교육상을 수상했다.
1996년에 필명을 '사사야 나나에코'로 바꾸었다. 2017년에는 교토 세이카 대학 만화학부 강사로 재직했다.
사사야는 2024년 6월 8일 74세의 나이로 사망했다.